# Lights Out (court métrage)
Pour les articles homonymes, voir Lights Out (homonymie).
Pour plus de détails, voir Fiche technique et Distribution.
Lights Out est un court métrage suédois écrit, produit et réalisé par David F. Sandberg, sorti en 2013. Interprété par Lotta Losten, la femme de Sandberg, le court-métrage a été mis en ligne le 30 décembre 2013 sur Vimeo et sur YouTube. Lights Out a servi de base à une adaptation cinématographique intitulée Dans le noir (2016), également réalisée par Sandberg.
Le  film suit une femme qui est seule dans son appartement. Avant d'aller se coucher, elle éteint la lumière du couloir et aperçoit une ombre. Elle scotche donc l'interrupteur et va se coucher. Mais les phénomènes étranges persistent.

## Synopsis
Par une nuit sombre et pluvieuse, une femme sort d'une pièce et éteint la lumière du couloir, ce qui rend visible une silhouette humaine aux cheveux longs à l'autre bout du couloir. Surprise, la femme rallume la lumière et la silhouette disparaît. Éteignant et rallumant la lumière, elle regarde la silhouette apparaître et disparaître, s'arrêtant lorsque la silhouette se rapproche soudainement au point d'être à quelques centimètres de son visage. Haletante, elle rallume la lumière et scotche l'interrupteur dans cette position pour empêcher la silhouette de revenir.
La femme va se coucher, laissant la lampe de sa table de chevet allumée et la porte menant au couloir éclairé entrouverte. Elle entend des craquements et regarde vers la porte. La lumière du couloir commence à vaciller et finit par s'éteindre. Effrayée, elle entend des bruits de pas s'approcher de la chambre et se cache sous la couverture. Après quelques secondes de silence, elle jette un coup d'œil. La porte s'ouvre toute seule, ce qui la terrifie.
La lampe vacille. Depuis sous la couverture, la femme regarde vers la prise de courant à laquelle elle est branchée. Elle tend nerveusement la main, trouve la prise et l'enfonce plus fermement. Le scintillement s'arrête. La lumière du couloir se rallume et elle voit qu'elle est à nouveau allumée et que la porte est à nouveau légèrement entrouverte[pas clair]. Elle est soulagée, mais malheureusement, elle voit soudain un humanoïde monstrueux aux yeux tout blancs et à la bouche ouverte sur sa table de nuit. Le monstre éteint la lampe, et l'écran s'éteint.

## Distribution
- Lotta Losten : la femme

## Production
Le film ne dispose pratiquement d'aucun budget puisqu'il implique seulement deux personnes, David F. Sandberg et Lotta Losten. Le film nécessite deux lumières et deux pièces. Sandberg utilise notamment une caméra Blackmagic avec un objectif Tokina 11-16, un Zoom H4N avec un microphone Røde NTG1, une lanterne en papier IKEA, une ampoule photo de 375 watts, une lampe à tête rouge chinoise de contrefaçon achetée sur eBay, un trépied Manfrotto, un dolly fait maison avec un tuyau en PVC, un morceau d'étagère provenant également d'IKEA, et des roues de patins.
Les effets visuels d'apparition et de disparition du fantôme ont été réalisés en utilisant la technique de l'écran divisé (split screen). Dans une interview accordée à The A.V. Club au sujet de l'adaptation en long métrage de 2016, qui utilise la même technique, Sandberg déclare : « Chaque fois qu'elle est dans le cadre avec un autre personnage, c'est essentiellement un écran divisé. Vous tournez donc avec elle et sans elle. Vous allumez la caméra avec elle, vous l'éteignez et elle s'éloigne, puis vous la rallumez. C'est super simple, en fait »,.

## Accueil
Le court-métrage est initialement présenté lors d'un festival de cinéma appelé Bloody Cuts Horror Challenge. Le film est retenu parmi les finalistes et Sandberg remporte le prix du meilleur réalisateur. Quelques mois plus tard, le court-métrage devient populaire en ligne sur Vimeo et YouTube, passant d'environ 8 000 vues à plus d'un million,. Il suscite l'intérêt de plusieurs réalisateurs et de producteurs d'Hollywood, dont James Wan, qui produit ensuite son adaptation en long-métrage,. En décembre 2022, la vidéo compte plus de seize millions de vues sur YouTube. Le court métrage est salué par la critique et a remporté le prix du meilleur réalisateur au Who's There Film Challenge 2013, ainsi que celui du meilleur court métrage au FANT Bilbao 2014.

### Citations originales
1. ↑  (en) « Whenever she's in frame with another character, it's basically just a split screen. So you shoot it with her and without her. You turn the camera on with her, you turn it off and she walks off, and then you turn it on again. It's super simple, actually ».